# Епиморфизъм
Епиморфизъм в математиката е сюрективно изображение между алгебрични структури (групи, пръстени, алгебри и пр.)

## Формално определение
Изображението {\displaystyle \phi :\Gamma \rightarrow \Gamma '} ще наричаме епиморфизъм, ако
- {\displaystyle \phi (ab)=\phi (a)\phi (b),\forall a,b\in \Gamma }

- {\displaystyle {\mathfrak {Im}}\phi =\phi (\Gamma )=\Gamma '}

Определението на епиморфизъм, дадено в частния случай за групи, зависи от конкретната алгебрична структура, но като цяло епиморфизмът трябва да запазва структурата и да бъде изображение върху (т.е. сюрекция). Ако наложим допълнително изображението да бъде инективно, то получаваме изоморфизъм.